# 1899 год в авиации
Список событий в авиации в 1899 году.

## Персоны

### Родились
- 4 февраля — Болховитинов, Виктор Фёдорович, советский авиаконструктор. Генерал-майор инженерно-авиационной службы (1943), доктор технических наук (1947). Заслуженный деятель науки и техники РСФСР.
- 7 февраля — Чижевский, Владимир Антонович, советский авиаконструктор, лауреат Сталинской премии (1949). Участвовал в создании многих самолётов марки Ту. Государственная премия СССР (1949).
- 15 февраля — Чаромский, Алексей Дмитриевич, советский конструктор авиационных и танковых дизелей, доктор технических наук (1953 год), генерал-майор инженерно-авиационной службы (1944 год), лауреат Сталинской премии первой степени (1943).
- 24 февраля — Михал Михайлович Громов, советский лётчик и военачальник, Герой Советского Союза, профессор, генерал-полковник авиации.
- 6 марта — Гроховский, Павел Игнатьевич, советский конструктор, изобретатель и организатор производства парашютной, авиационной и воздушно-десантной техники.